# Tempelreinigung

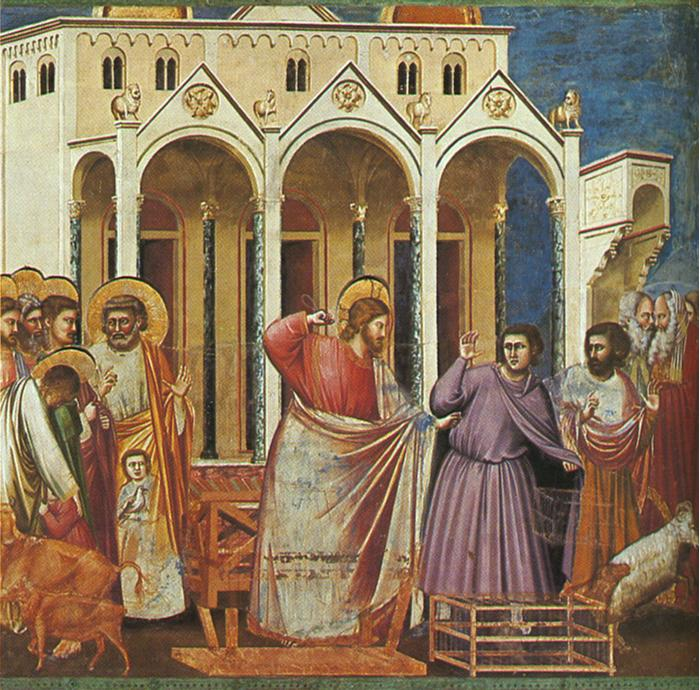
Fresco in Padua mit einer Darstellung der Tempelaktion von Giotto (um 1305)

Als Tempelreinigung bezeichnet man eine Geschichte aus dem Leben Jesu, der zufolge er Händler und Geldwechsler aus dem Jerusalemer Tempel vertrieb und dabei predigte, dass der Tempel als „Haus des Gebets“ dem Gottesdienst vorbehalten bleiben solle. Bei den Händlern und Geldwechslern handelte es sich um Gewerbetreibende oder Tempelbedienstete, die den Pilgern Opfertiere verkauften bzw. Münzen für die Tempelsteuer tauschten.

## Darstellung in den Evangelien

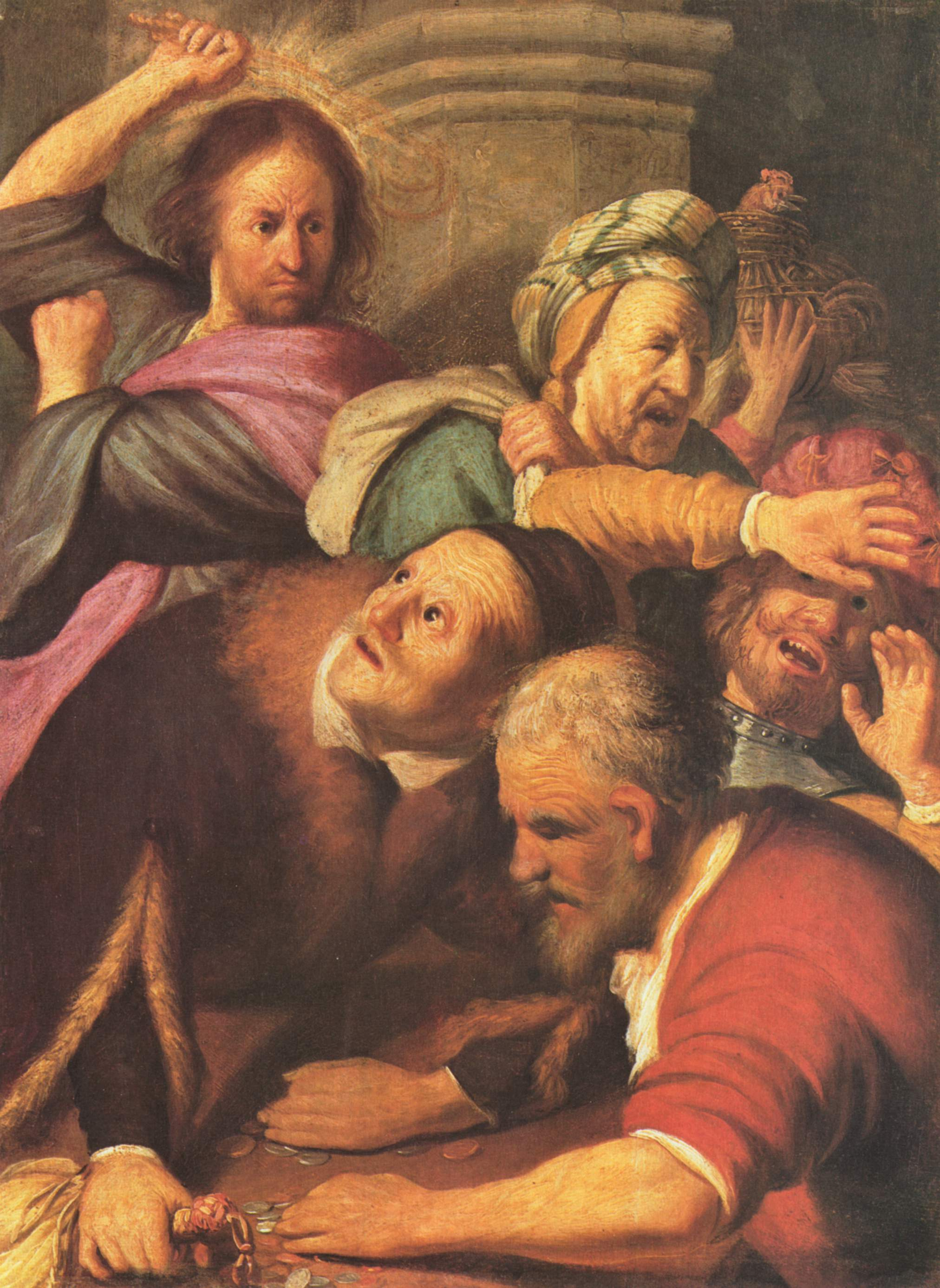
Darstellung der Tempelreinigung von Rembrandt

Von einer Tempelreinigung (auch: Tempelaustreibung) durch Jesus berichten alle vier kanonischen Evangelien (Matthäus 21,12ff. ; Markus 11,15ff. ; Lukas 19,45ff. ; Johannes 2,13–16 ). Bei Markus ist die Erzählung umrahmt von der Verfluchung des Feigenbaums (s. 11,12–25 ). Während die Synoptiker, also Matthäus, Markus und Lukas, diese biblische Erzählung jeweils an den Anfang der Leidensgeschichte stellen, findet man den Bericht von der Tempelreinigung im Johannesevangelium schon im 2. Kapitel als ein Ereignis in der Anfangszeit des öffentlichen Auftretens Jesu – anlässlich eines Passafestes.
Als Jesus im Jerusalemer Tempel (gemeint ist der auch den Heiden zugängliche Vorhof) die Händler und die Geldwechsler sitzen sah, trieb er sie der Überlieferung des Johannesevangeliums zufolge mit einer Geißel aus Stricken aus dem Tempel, stieß Tische um und verschüttete das Geld der Wechsler mit den Worten: „Macht meines Vaters Haus nicht zum Kaufhaus!“ (Joh 2,16 ). Im Markusevangelium begründet er seine Handlung mit den Worten: „Steht nicht geschrieben: ‚Mein Haus soll ein Bethaus heißen für alle Völker‘? Ihr aber habt eine Räuberhöhle daraus gemacht“ (Mk 11,17 ). Alle Evangelien vermitteln dem Leser das Bild eines in dieser Situation zornigen und aggressiven Jesus; allerdings ist die Szene im Johannesevangelium deutlich turbulenter und rauer geschildert als in der synoptischen Überlieferung. Anders als im Markusevangelium (Mk 11,15 ) richtet sich die Aktion Jesu nach Johannes ausschließlich gegen Tempelbedienstete (Verkäufer und Wechsler), nicht aber gegen die Käufer der angebotenen Opferware.

„13[…] weil das Osterfest der Juden nahe bevorstand, zog Jesus nach Jerusalem hinauf. 14Er fand dort im Tempel die Verkäufer von Rindern, Schafen und Tauben und die Geldwechsler sitzen. 15Da flocht er sich eine Geißel aus Stricken und trieb sie alle samt ihren Schafen und Rindern aus dem Tempel hinaus, verschüttete den Wechslern das Geld und stieß ihre Tische um 16und rief den Taubenhändlern zu: ‚Schafft das weg von hier! Macht das Haus meines Vaters nicht zu einem Kaufhause!‘“

Die Tempelaristokratie dürfte die Aktion Jesu vermutlich als offenen Angriff auf ihre Autorität und Profitquelle verstanden haben, was auch als ein Grund für den in den christlichen Evangelien berichteten Beschluss der religiösen Führer Jerusalems gewertet wird, Jesus zu töten. Obgleich die Perikope von der Tempelreinigung bibelwissenschaftlich nicht zum Kernbestand der Passionserzählung gerechnet wird, gilt sie deshalb vielfach als der eigentliche Anlass und Auftakt der Passionsgeschichte.

## Probleme der Forschung

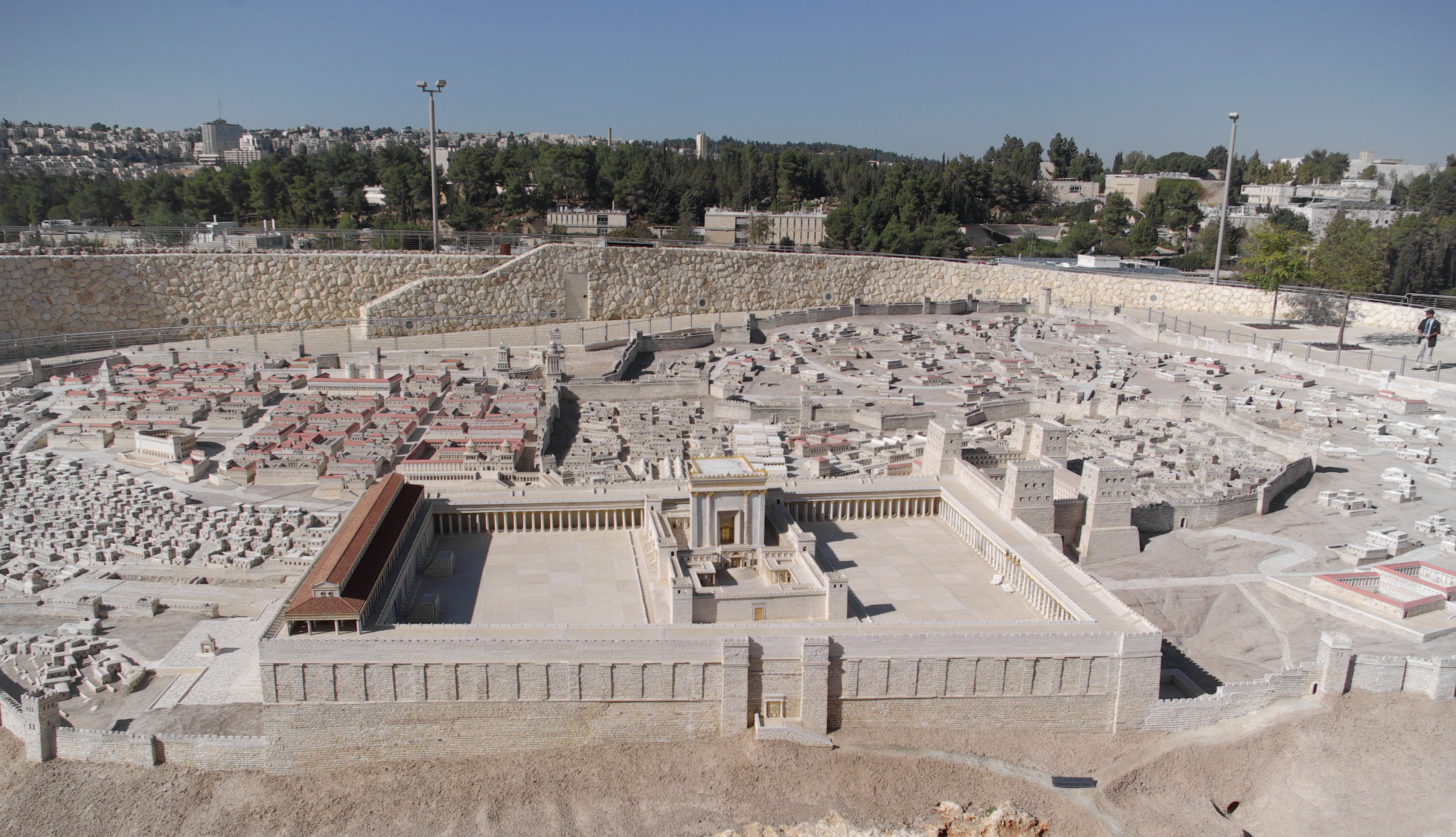
Modell des herodianischen Tempels in Jerusalem mit den äußeren Umfassungsmauern. Blick aus östlicher Richtung. Der Tempelmarkt mit den Wechslertischen und Verkaufsständen war vermutlich in den von Herodes errichteten Erweiterungsbauten auf der Südseite (auf dem Bild links) des Tempelbergs untergebracht, entweder im Untergeschoss der Königshalle, durch das einer der Hauptaufgänge in den Tempel führte, oder in den an die Halle angrenzenden Bereichen des äußeren Vorhofs.

Da die Opfertiere (Ochsen, Schafe, Tauben) für den Tempelkult toragemäß makellos sein mussten, wurden den Pilgern im Eingangsbereich des Tempels geeignete, kultisch reine Tiere zum Kauf angeboten. Geldwechsler tauschten die gebräuchlichen Umlaufmünzen in tyrische Doppeldrachmen um, die als alleinige Tempelwährung galten. Nur mit ihnen konnte die vorgeschriebene Tempelsteuer entrichtet werden und man benötigte sie vermutlich auch für den Kauf von Opfertieren im Tempel. Allerdings gab es noch weitere Märkte in Jerusalem, wo sich Opfermaterie unter Umgehung des Tempelmarktes beschaffen ließ. Die große wirtschaftliche Bedeutung des Viehtransfers aus zum Teil entfernten Regionen nach Jerusalem, um den hohen Bedarf der Pilger an Opfertieren zu decken, lässt sich auch archäologisch erweisen.
Anders als häufig angenommen, entsprachen die Tempelmünzen keineswegs dem religiösen Verbot figürlicher Darstellungen von Menschen und Tieren, vielmehr trugen sie auf einer Seite die Abbildung des tyrischen Stadtgottes Melkart (dargestellt meist in Gestalt des Herakles) und auf der anderen Seite ein Bild des ptolemäischen Adlers, der als Zeus-Symbol galt. Die Verwendung der tyrischen Münzen hatte monetäre Gründe, da ihr Silbergehalt stabiler war als jener der römischen Provinzialmünzen. Die Tätigkeit der Wechsler, die zum Tempelpersonal gehörten, war gewinnorientiert, worauf auch die von den Evangelisten verwendete Berufsbezeichnung hinweist. Daneben vergaben Wechsler und Händler möglicherweise auch Kredite für den Kauf der häufig sehr teuren Opfertiere. Die Preise für Opfertauben, die als das typische Opfer der Armen galten, richteten sich nach stadtbekannten Kursen. Die Tempelbehörden arbeiteten eng mit Produzenten und Großhändlern zusammen, die den Tempel mit kultisch reiner Opfermaterie (darunter neben Schlachttieren auch Mehl, Wein und andere Naturalien) belieferten. Derartige Lieferungen können auch in Mk 11,16  im Blick sein, wo das Tragen von Lasten durch den Tempel erwähnt ist.
Die Historizität der Tempelaktion ist umstritten, da zum einen das Verhalten Jesu im Widerspruch zu dem in der Bergpredigt geforderten Gewaltverzicht zu stehen scheint und theologische Motive die Szene dominieren – Johannes setzt die Tempelaustreibung mit der Vollmachtsfrage und der Prophezeiung der Tempelzerstörung in Zusammenhang (Joh 2,18–19 ), Markus mit der Öffnung des Gottesdienstes für Nichtjuden (Mk 11,17 ) – und zum anderen eine derartige Handlungsweise nach Ansicht vieler Historiker von der besonders in Festzeiten wachsamen und streng durchgreifenden Tempelpolizei unmittelbar unterbunden und geahndet worden sein müsste. Andererseits hat die Vertreibung der Händler aus dem Tempel und die Befreiung der Opfertiere durch Jesus geschichtlich kein Vorbild und keine Parallele, was als Hinweis auf die Echtheit der Überlieferung gewertet werden kann. Vermittelnde Positionen schlagen vor, die so genannte Tempelreinigung könnte unauffälliger und ihr Ausmaß wesentlich begrenzter gewesen sein, als es die neutestamentlichen Quellen schildern, und sie könnte sich auch in einem schwer zu beaufsichtigenden Teilbereich des Tempelareals abgespielt haben.
Die Tempelaktion lässt sich unter anderem dahin auslegen, Jesus habe durch eine prophetische Zeichenhandlung den wahren Tempelkult wiederherstellen oder die Zerstörung des Tempels zeichenhaft ankündigen wollen, er habe die wirtschaftliche Macht der Tempelaristokratie brechen oder die moralische Legitimation ihrer Einnahmequellen in Frage stellen wollen oder er habe die kultische Reinheit des Tempels durch die Anwesenheit der Händler oder das unreine heidnische Geld in Gefahr gesehen. Die Gewichtung der möglichen Motive durch die verschiedenen Ausleger führt zu unterschiedlichen Einordnungen und historischen und theologischen Bewertungen der Episode.